# Verwaltungsgemeinschaft Wartenberg
Die Verwaltungsgemeinschaft Wartenberg liegt im oberbayerischen Landkreis Erding und wird von folgenden Gemeinden gebildet:
1. Berglern, 3068 Einwohner, 19,88 km²
2. Langenpreising, 2938 Einwohner, 27,50 km²
3. Wartenberg, Markt, 5744 Einwohner, 17,88 km²

Sitz der Verwaltungsgemeinschaft ist Wartenberg.
Die Gemeinde Fraunberg, ursprünglich ebenfalls Mitglied, wurde zum 1. Januar 1980 aus der Körperschaft entlassen.